# Myrmarachne simplexella
Myrmarachne simplexella là một loài nhện trong họ Salticidae.
Loài này thuộc chi Myrmarachne. Myrmarachne simplexella được Carl Friedrich Roewer miêu tả năm 1951.